# Lamborghini Miura
De Lamborghini Miura is een sportwagen van het Italiaanse automerk Lamborghini en werd gebouwd tussen 1966 en 1973. Hij was een van de eerste succesvolle productiewagens met een MR-lay-out.

## P400
Het chassis, ontworpen door Gianpaulo Dallara, werd in 1965 op de Autosalon van Turijn aan het publiek getoond. De motor, een 3,9 L 60° V12, was dwars geplaatst en in het midden gemonteerd, zoals dat normaal alleen bij racewagens terug te vinden was. Het project kreeg de naam P400, de P verwees naar de plaatsing van de motor (Italiaans posteriore is "achteraan") en de 400 naar de cilinderinhoud.
Lamborghini liet het designbureau Bertone een carrosserie rond dit chassis ontwerpen en in 1966 was de auto op de Autosalon van Genève voor het eerst in volle glorie te bezichtigen. De eerste ruwe schetsen kwamen nog van Giorgetto Giugiaro, maar toen die Bertone verliet werd de auto verder getekend door Marcello Gandini. Als inspiratie werd duidelijk de Ford GT40 gebruikt. Het werd een auto met een zeer agressief uiterlijk; hij heeft een bodemvrijheid van slechts 130 mm en is niet hoger dan 1055 mm. Hij biedt plaats aan twee personen en heeft zo goed als geen kofferruimte. De lage neus en twee luchthappers achteraan verraden de positie van de motor. De auto werd Miura gedoopt, naar een Spaans stierenras gefokt voor het stierenvechten. De productie van de Miura P400 kwam eind 1966 op gang. Er werden in totaal 476 exemplaren geproduceerd, voor in 1969 werd overgegaan op de Miura S.

## P400 S

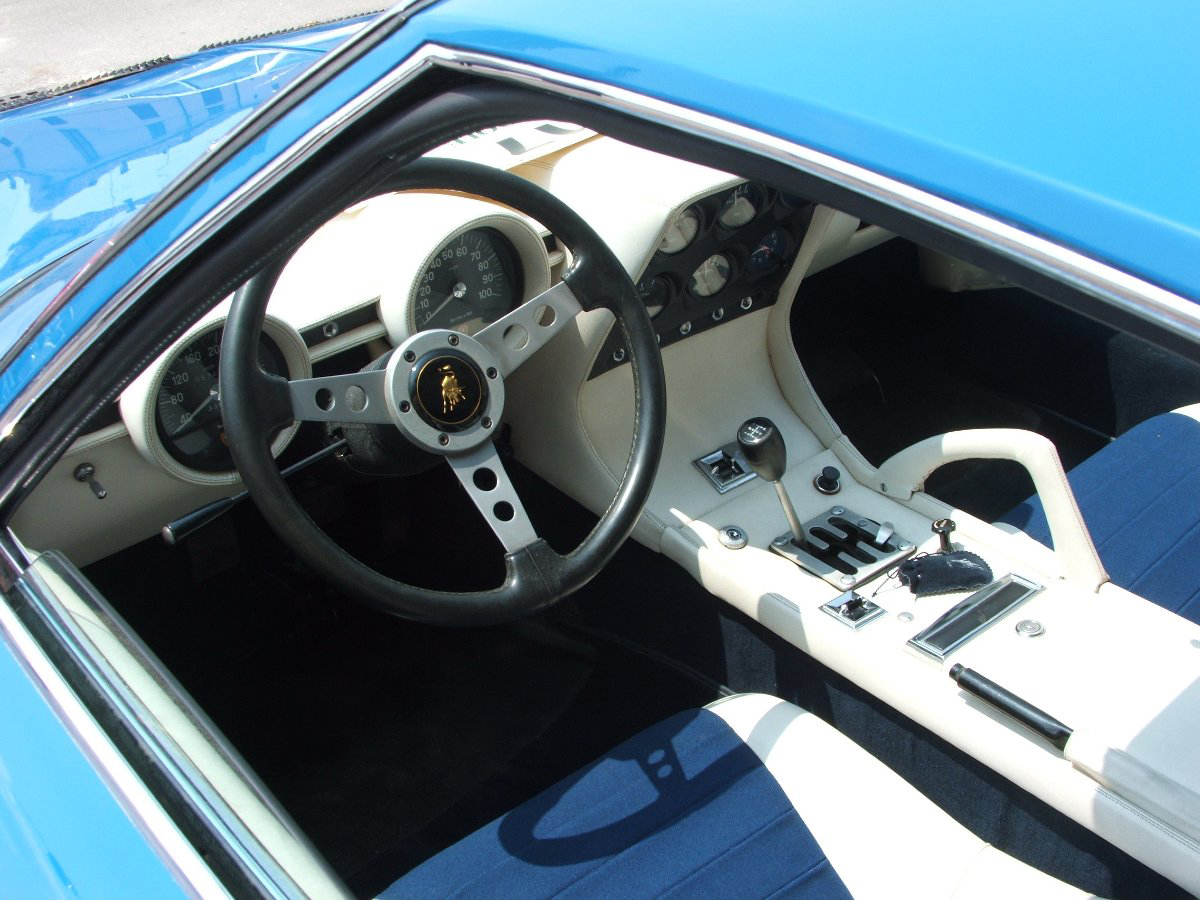
Lamborghini Miura P 400 S - 1968

De Miura P400 S, met de S van Sprinto, werd voor het eerst getoond op de autosalon van Brussel in 1968.
Chassisontwerper Gianpaulo Dallara was verhuisd naar De Tomaso en werd bij Lamborghini opgevolgd door Paolo Stanzini. Het metalen chassis werd iets dikker en de Miura kreeg een 370 pk sterke motor.
De topsnelheid kwam nu op 288 km/u te liggen en de Miura trok op van 0 tot 100 km/u in 5,6 seconden, wat deze Miura een van de snelste wagens uit zijn tijd maakte. Het uiterlijk bleef op een paar details na ongewijzigd. In totaal werden slechts 140 Miura S-wagens geproduceerd.

## P400 SV
In 1971 volgde de laatste versie van de Miura, de P400 SV, waarbij de SV voor super veloce staat. De meest opvallende uiterlijke verschillen zijn het verdwijnen van de "wimpers" bij de koplampen en het verbreden van de wielkassen achteraan vanwege de nieuwe wielen met bredere Pirelli banden. Het vermogen van de motor werd verder opgevoerd tot 385 pk.

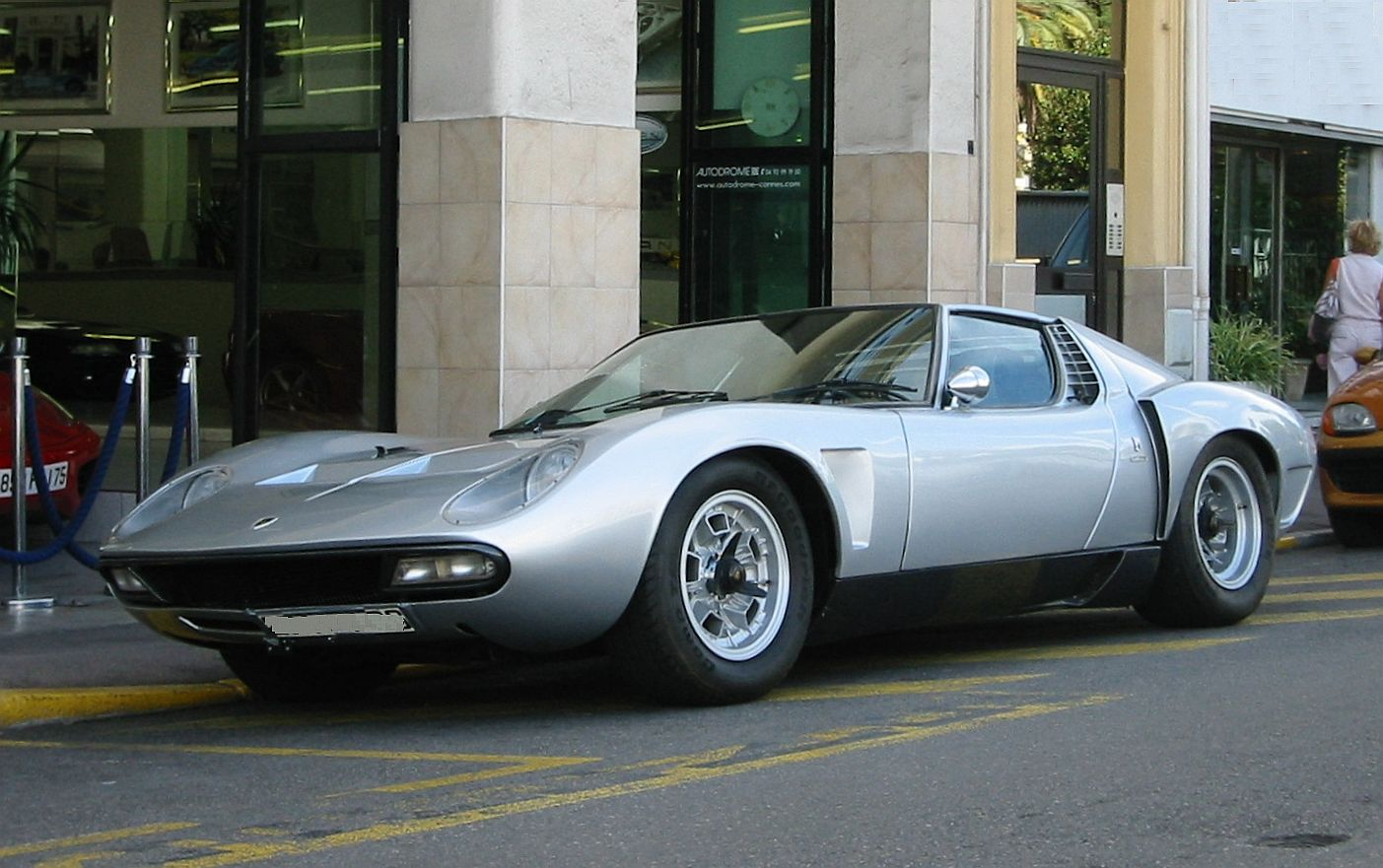
Lamborghini Miura SVJ

## Jota
In 1972 werd door de testpiloot van Lamborghini de Miura Jota gebouwd. De Jota was een echte racevariant van de Miura. Er werd slechts één exemplaar gebouwd, dat kort daarop volledig werd vernield in een ongeval. Om op de vraag van verschillende klanten in te gaan kon de Miura SV geleverd worden met aanpassingen die de wagen wat meer tegen de Jota moest laten aanleunen. Lamborghini doopte deze variant de Miura SVJ. In de meeste gevallen werden alleen de uiterlijke kenmerken aangepast.